# Tyndalloskop
Ein Tyndalloskop oder Tyndallometer ist ein photometrisches Messgerät zur Bestimmung von Staubkonzentrationen. Es basiert auf der Lichtstreuung an Luftschwebeteilchen (Tyndall-Effekt). Das Messergebnis wird als Staubmasse pro Volumeneinheit ausgegeben.

## Hintergrund
Das Messprinzip des Tyndalloskops beruht darauf, dass die in einem Aerosol enthaltenen Partikel einen einfallenden Lichtstrahl beugen. Die Intensität der Streuung steht dabei in einem Zusammenhang mit der Anzahl der Partikel und deren Oberfläche. Zur Messung der Staubkonzentration wird ein mit dem zu untersuchenden Gas gefülltes Messvolumen von einem parallelen Lichtstrahl durchleuchtet. Die Intensität des in einem bestimmten Winkel gestreuten Lichtstrahls im Vergleich zur Intensität der Lichtquelle ist ein Maß für die Staubkonzentration in dem untersuchten Gas. Die Auswertung kann am Messort erfolgen. Partikelgrößenverteilungen können mit dem Tyndalloskop nicht ermittelt werden.
Im Jahr 1871 quantifizierte John Tyndall die Londoner Luftverschmutzung mithilfe der Lichtstreuung an Schwebeteilchen. Das Tyndalloskop als Messgerät wurde Mitte der 1930er-Jahre etabliert.